# WWE Over the Limit
WWE Over the Limit (Sobre El Límite en español) fue un evento anual de pago por visión producido por la empresa de lucha libre profesional WWE en el mes de mayo. El evento contó con combates entre luchadores de las dos marcas de la WWE (RAW y SmackDown!).
Over the Limit fue incorporado a la programación de PPVs de la WWE en el año 2010, reemplazando a Judgment Day como el evento del mes de mayo. En el año 2013 la WWE decidió poner al evento como el PPV del mes de octubre, siendo reemplazado después por Battleground.
El evento fue creado gracias a Bret Hart que hizo un acuerdo con la WWE el evento no solo reemplazo a Judgment Day También reemplazo a Over the Edge porque la WWE regresó el evento pero Bret Hart hizo un acuerdo con la WWE de cambiar el nombre a Over the Limit debido a la muerte de Owen Hart. En todas las ediciones del evento se desarrolló un "I Quit Match", excepto en 2012. Además en todas las ediciones el "main event" fue esterilizado por John Cena.

## Resultados

### 2010
Over The Limit 2010 tuvo lugar el 23 de mayo de 2010 desde el Joe Louis Arena en Detroit, Míchigan. El tema oficial del evento fue "Crash" de Fit For Rivals
- Dark Match: Montel Vontavious Porter derrotó a Chavo Guerrero. (06:02)
  - MVP cubrió a Guerrero luego de un "Play of the Day".
- Kofi Kingston derrotó a Drew McIntyre ganando el Campeonato Intercontinental de la WWE. (09:25)[1]
  - Kingston cubrió a McIntyre con un "S.O.S."
  - Después de la lucha, Matt Hardy hizo su regreso aplicándole un "Twist of Fate" a McIntyre.
  - Matt Hardy tenía prohibido el ingreso a los shows y pay-per-views de WWE.
- R-Truth derrotó a Ted DiBiase (con Virgil). (08:47)[2]
  - R-Truth cubrió a DiBiase después de un "Lie Detector"
- Rey Mysterio derrotó a CM Punk. (13:52)[3]
  - Mysterio cubrió a Punk con un "Crucifix Roll-Up".
  - Como consecuencia Mysterio le rapó la cabeza a Punk.
  - Si Mysterio perdía, debía unirse a The Straight Edge Society.
  - Durante la lucha, The Straight Edge Society interfirió a favor de Punk y Kane a favor de Mysterio.
- The Hart Dynasty (Tyson Kidd & David Hart Smith) (con Natalya) derrotaron a Chris Jericho & The Miz reteniendo los Campeonatos Unificados en Parejas de la WWE. (17:19)[4]
  - Kidd cubrió a The Miz después de un "Hart Attack"
- Randy Orton y Edge terminaron sin resultado. (12:48)[5]
  - La lucha terminó sin resultado luego de que ambos luchadores recibieran la cuenta fuera.
  - Durante la lucha, Orton sufrió una lesión legítima.
- The Big Show derrotó al Campeón Mundial Peso Pesado Jack Swagger por descalificación. (05:06)[6]
  - Swagger fue descalificado después de pegarle a Show con el título.
  - Después de la lucha Show atacó a Swagger.
  - Como resultado, Swagger retuvo el título.
- Eve Torres derrotó a Maryse reteniendo el Campeonato de Divas de la WWE (05:23)[7]
  - Eve cubrió a Maryse después de un "Push Up Facebuster".
- John Cena derrotó a Batista en un "I Quit" match reteniendo el Campeonato de la WWE. (21:34)[8]
  - Cena ganó la lucha después que Batista se rindiera, antes de aplicarle un "Attitude Adjustment" desde un coche hasta el escenario.
  - Si Cena perdía, renunciaba a la revancha por el Campeonato de la WWE, mientras Batista sea el campeón.
  - Esta fue la última lucha de Batista como luchador profesional hasta Royal Rumble 2014.
  - Después de la lucha, Cena le aplicó a Batista el "Attitude Adjustment", desde un coche hasta el escenario.
  - Después de la lucha, Sheamus aplicó una "Brogue Kick" a Cena.

### 2011
Over the Limit 2011 tuvo lugar el 22 de mayo de 2011 desde la Key Arena en Seattle, Washington. El tema oficial del evento fue "Help Is On The Way" de Rise Against.
- Dark Match: Daniel Bryan derrotó a Drew McIntyre. (06:53)
  - Bryan forzó a McIntyre a rendirse con la "LeBell Lock"
- R-Truth derrotó a Rey Mysterio. (09:27)[10]
  - R-Truth cubrió a Mysterio después de un "Shut Up!".
  - Después de la lucha, R-Truth atacó a Mysterio con una botella.
- Ezekiel Jackson derrotó al Campeón Intercontinental de la WWE Wade Barrett por descalificación. (05:14)[11]
  - Barrett fue descalificado después de que Justin Gabriel atacara a Jackson.
  - Como consecuencia, Barrett retuvo el título.
  - Tras el combate, The Corre siguió atacando a Jackson.
- Sin Cara derrotó a Chavo Guerrero. (07:36)[12]
  - Sin Cara cubrió a Guerrero después de un "Palanca Tornado".
- The Big Show & Kane derrotaron a The New Nexus (CM Punk & Mason Ryan) reteniendo el Campeonato en Parejas de la WWE. (12:17)[13]
  - Show cubrió a Ryan después de un "Double Chokeslam".
- Brie Bella (con Nikki Bella) derrotó a Kelly Kelly reteniendo el Campeonato de Divas de la WWE. (03:55)[14]
  - Nikki cubrió a Kelly después de un "Twins Magic".
  - Durante la lucha, Nikki se cambió por Brie.
- Randy Orton derrotó a Christian reteniendo el Campeonato Mundial Peso Pesado. (21:50)[15]
  - Orton cubrió a Christian después de un "RKO".
  - Después de la lucha, ambos luchadores se abrazaron en señal de respeto.
- Jerry Lawler derrotó a Michael Cole en un "Kiss My Foot" Match. (02:17)[16]
  - Lawler cubrió a Cole después de un "Diving Fist Drop".
  - Antes de la lucha, Cole presentó una nota médica indicando que el hongo de su pie estaba infectado por lo que no podía luchar, pero el árbitro no le creyó y rompió la nota.
  - Después de la lucha, Jim Ross, Eve Torres y Bret Hart atacaron a Cole.
  - Como consecuencia, Cole debió besar el pie de Lawler.
  - Si Lawler perdía, él mismo introduciría a Cole al Salón de la Fama.
- John Cena derrotó a The Miz (con Alex Riley) en un "I Quit" Match reteniendo el Campeonato de la WWE. (24:52)[17]
  - Cena forzó a The Miz a decir "I Quit" con un "STF".
  - Originalmente The Miz ganó la lucha, debido a que Riley usó una grabación con la voz de Cena grabada diciendo "I Quit", pero el árbitro se dio cuenta de lo sucedido y reinició la lucha.
  - Durante la lucha, The Miz y Riley atacaron en conjunto a Cena.
  - Como consecuencia, The Miz no volvió a tener una oportunidad por el título mientras Cena fuese el campeón.

### 2012
Over the Limit 2012 tuvo lugar el 20 de mayo de 2012 desde PNC Arena en Raleigh, Carolina del Norte. El tema oficial fue "War of Change" por Thousand Foot Krutch.
- Pre-Show: Kane derrotó a Zack Ryder. (3:38)[19]
  - Kane cubrió a Ryder después de un "Chokeslam".
  - Este combate fue transmitido en vivo en Facebook, YouTube y WWE.com media hora antes del evento.
- Christian ganó una People Power Battle Royal Match ganando una oportunidad por el Campeonato Intercontinental de la WWE o el Campeonato de los Estados Unidos de la WWE en Over the Limit. (13:11)[20]
  - Christian eliminó finalmente a The Miz, ganando la lucha.
  - Los otros participantes, en orden de eliminación (quién lo eliminó) 1.Heath Slater (Khali), 2.Michael McGillicutty (Khali), 3.JTG (Jimmy & Jey), 4.Yoshi Tatsu (McIntyre), 5. Ezekiel Jackson (Reks & Hawkins), 6.Jimmy Uso (O´Neil & Young), 7.Drew McIntyre (Reks & Hawkins), 8.Curt Hawkins (Khali), 9.Tyler Reks (Khali), 10. Jinder Mahal (Khali), 11.The Great Khali (O´Neil, Young & The Miz), 12.Titus O'Neil (Jey Uso), 13.Jey Uso (Young), 14. William Regal (Christian), 15.Darren Young (Riley), 16.Alex Riley (The Miz), 17.Tyson Kidd (Otunga), 18.David Otunga (Christian)
- Kofi Kingston & R-Truth derrotaron a Dolph Ziggler & Jack Swagger (con Vickie Guerrero) reteniendo los Campeonatos en Parejas de la WWE. (11:02)[21]
  - Kingston cubrió a Ziggler después de un "Trouble in Paradise".
- Layla derrotó a Beth Phoenix reteniendo el Campeonato de Divas de la WWE. (07:00)[22]
  - Layla cubrió a Phoenix después de un "Lay-Out".
- Sheamus derrotó a Alberto Del Rio (con Ricardo Rodríguez), Chris Jericho y Randy Orton reteniendo el Campeonato Mundial Peso Pesado de la WWE. (15:52)[23]
  - Sheamus cubrió a Jericho después de un "White Noise".
- Brodus Clay (con Cameron & Naomi Knight) derrotó a The Miz. (04:08)[24]
  - Clay cubrió a The Miz después de un "Ah Funk It!".
- Christian derrotó a Cody Rhodes ganando el Campeonato Intercontinental de la WWE. (07:21)
  - Christian cubrió a Rhodes después de un "Killswitch".
- CM Punk derrotó a Daniel Bryan reteniendo el Campeonato de la WWE. (24:11)[25]
  - Punk cubrió a Bryan al revertir una "YES! Lock" en un "Crucifix Roll-Up".
  - Originalmente, Punk se rindió ante la "YES! Lock", pero lo hizo cuando la cuenta llegó a 3.
- Ryback derrotó a Camacho (con Hunico). (01:53)[26]
  - Ryback cubrió a Camacho después de un "Shell Shocked".
- John Laurinaitis derrotó a John Cena en un Unsancioned Match (17:04)[27]
  - Laurinaitis cubrió a Cena después de un "K.O. Punch" de The Big Show.
  - Durante la lucha, Show interfirió atacando a Cena, cambiando a Heel.
  - Si cualquier superestrella interfería en la lucha, sería inmediatamente despedida, pero como Show ya estaba despedido días antes, quedaba libre de esta regla.
  - Como consecuencia, Laurinaitis mantuvo su posición como General Mánager de RAW y SmackDown!.